# Basse Kartlie
La Basse Kartlie (en géorgien : ქვემო ქართლი, kvemo kartli) est une région administrative qui appartient à la province historique de Kartlie, située au sud-est de la Géorgie, dans le Caucase.
Elle couvre une superficie de 6 528 km2 et a une population de 426 400 habitants (évaluation au 1er janvier 2016). Sa capitale est Roustavi (126 000 habitants).
Le gouverneur de la région est Soulkhan Sibachvili.

## Géographie
Elle est entourée par l'Arménie et l'Azerbaïdjan au sud, les régions géorgiennes de Samtskhé-Djavakhétie par l'ouest, Kartlie intérieure, Mtskheta-Mtianeti et Tbilissi par le nord et de Kakhétie par l'est. Elle est traversée par la rivière Khrami.

## Démographie

### Évolution de la population (2011 à 2016)
Du 1er janvier 2011 au 1er janvier 2016, la population a diminué de 80 000 personnes. Si les surestimations administratives en sont une cause, la sous-estimation du phénomène de migration en est une autre : les mouvements de population des campagnes vers les villes (essentiellement Roustavi) et des villes vers l'étranger se poursuivent.
| Année | Urbaine | Rurale  | Total   |
| ----- | ------- | ------- | ------- |
| 2011  | 196 000 | 308 900 | 504 900 |
| 2012  | 199 400 | 311 900 | 511 300 |
| 2013  | 199 400 | 311 700 | 511 100 |
| 2014  | 196 600 | 316 500 | 513 100 |
| 2015  | 180 200 | 244 000 | 424 200 |
| 2016  | 181 100 | 245 300 | 426 400 |

### Groupes ethniques (2014)
| Groupe ethnique | Population | Population |
| --------------- | ---------- | ---------- |
| Géorgiens       | 217 305    | 51,3 %     |
| Azéris          | 177 032    | 41,8 %     |
| Arméniens       | 21 500     | 5,1 %      |
| Russes          | 2 631      | 0,6 %      |
| Grecs           | 2 113      | 0,5 %      |
| Ossètes         | 810        | 0,2 %      |
| Autres          | 2 595      | 0,6 %      |
| Total           | 423 986    | 100 %      |

Roustavi et Tetritskaro sont à majorité géorgienne, Tsalka les géorgiens et les arméniens vivent approximativement uniformément, Gardabani les géorgiens et les azerbaïdjanais vivent approximativement uniformément et Marneouli, Dmanissi et Bolnissi sont à majorité azérie.

## Subdivisions administratives

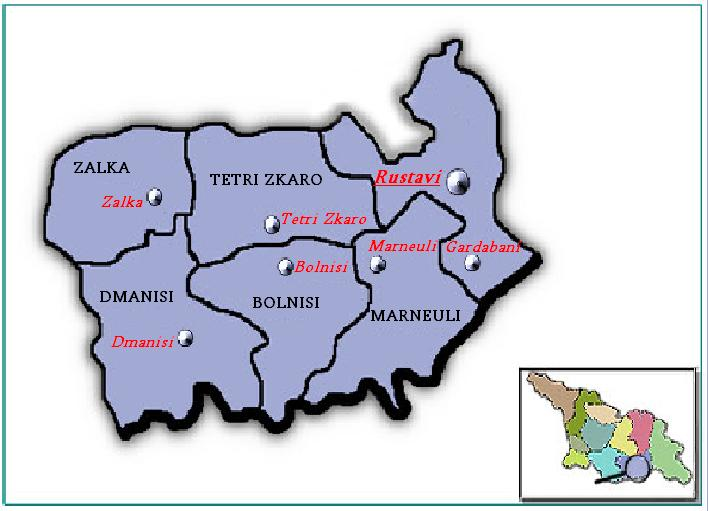
Carte administrative de la Basse Kartlie.

La région est subdivisée en six municipalités ou districts (raioni) :
- Bolnissi ;
- Dmanissi ;
- Gardabani ;
- Marneouli ;
- Tetritskaro ;
- Tsalka.

## Tourisme

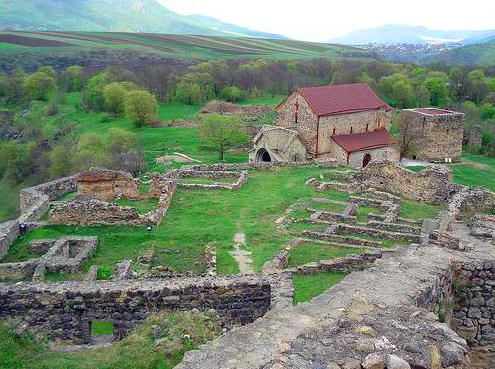
Site archéologique de Dmanissi.

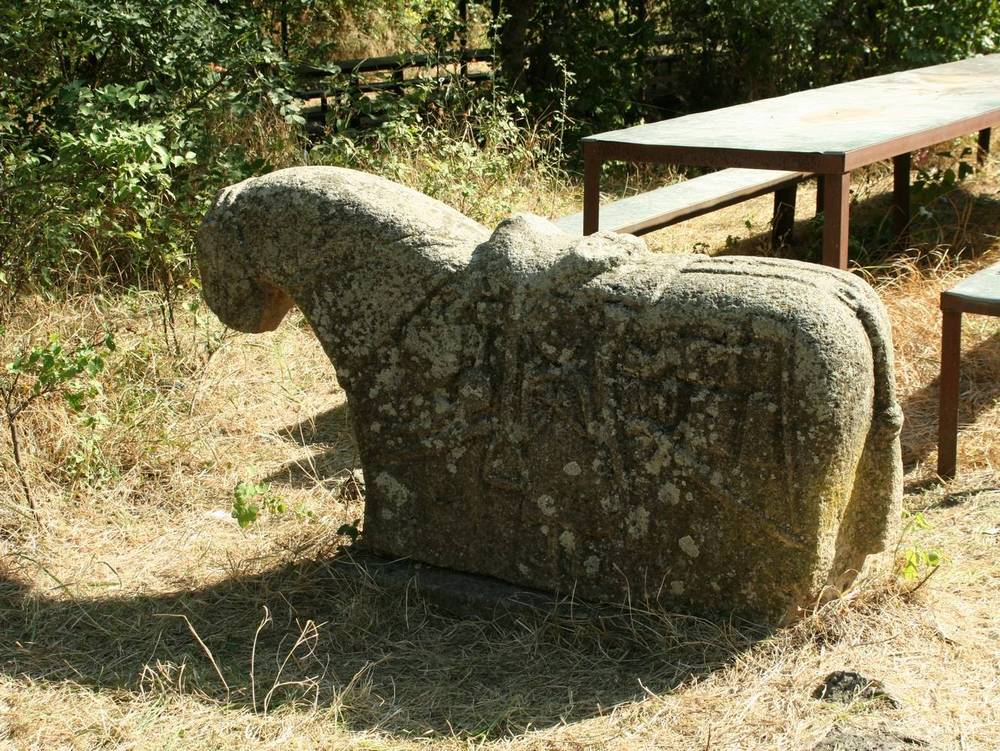
Cheval de pierre (forteresse de Samschvilde).

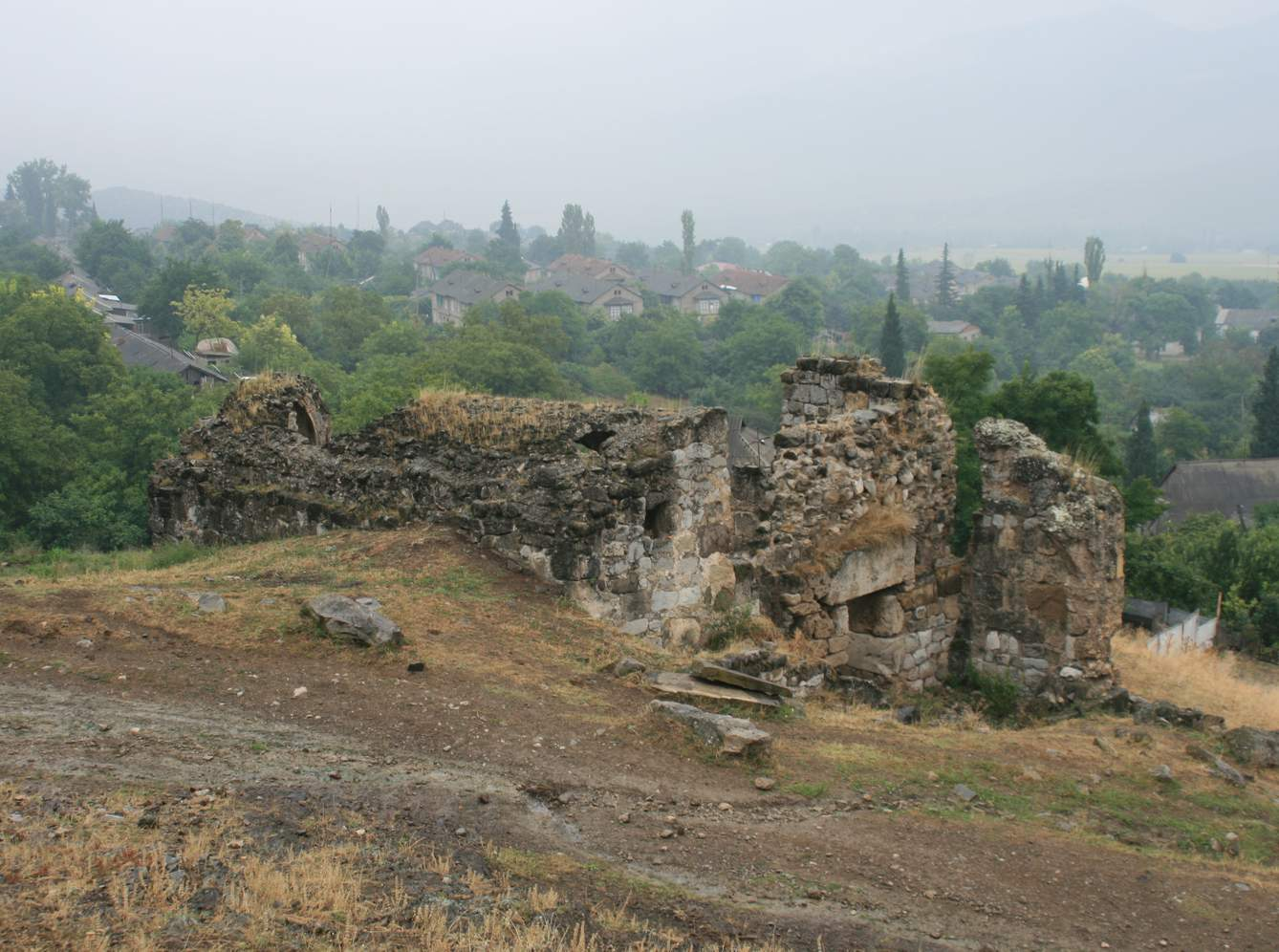
Ruines de la forteresse de Tsopi.

La région propose des lieux touristiques tel que :
- Site archéologique de Dmanissi inscrit à la liste indicative du patrimoine de l'UNESCO ;
- Parc national d'Algeti ;
- Circuit automobile de Roustavi ;
- Monastère de Béthanie de Géorgie ;
- Forteresse de Kodjori ou Kojori (Kodjoris Tsikhé) ;
- Roustavi, et sa grande plaine.